# Jón Ólafsson (lekkoatleta)
Jón Þordur Ólafsson (ur. 21 czerwca 1941 w Reykjavíku) – islandzki lekkoatleta, skoczek wzwyż.
Na igrzyskach olimpijskich w Tokio (1964) zajął 25. miejsce w eliminacjach z wynikiem 2,00 i nie awansował do finału.
Podczas igrzysk olimpijskich w Meksyku (1968) zajął 27. miejsce w eliminacjach z wynikiem 2,06 i nie awansował do finału.
Na eliminacjach zakończył także udział w mistrzostwach Europy w 1962 (2,00) i 1966 (1,95).
Siódmy zawodnik europejskich igrzysk halowych (1966).
Reprezentant kraju w pucharze Europy.
W 1961 wywalczył brązowy medal mistrzostw krajów nordyckich.
Medalista mistrzostw Islandii (także w rzucie dyskiem).

## Rekordy życiowe
- Skok wzwyż (hala) – 2,11 (1962)